# Stadtindianer
Die Stadtindianer (italienisch indiani metropolitani) waren ein Teil der linksradikalen Bewegung in Italien, speziell der Studentenbewegung von 1977, der auch auf die deutsche Sponti-Szene ausgestrahlt hat.

## Die Indiani Metropolitani
Gründungsdokument der Stadtindianer von Rom war ihr Manifest, das am 1. März 1977 in der Zeitung Lotta Continua veröffentlicht wurde:
„Lange haben wir um den Totem unseres lichten Wahnsinns getanzt (…) Die Zeit der Sonne und der tausend Farben ist angebrochen. Es ist die Zeit, daß das Volk der Menschen in die grünen Täler hinabsteigt, um sich die Welt zurückzuholen, die ihm gehört. Die Truppen der Bleichgesichter mit ihren blauen Jacken haben all das zerstört, was einst Leben war, sie haben mit Stahl und Beton den Atem der Natur erstickt. Sie haben eine Wüste des Todes geschaffen und haben sie ,Fortschritt‘ genannt. (…)“ (Indianer und P38, S. 85)

## Trivia
- Das Frankfurter Stadtmagazin Pflasterstrand nannte sich zeitweise „Zeitung für Stadtindianer“.